# Montserrattroepiaal
De montserrattroepiaal (Icterus oberi) is een zangvogel uit de familie Icteridae (troepialen). Het is een kwetsbare, endemische vogelsoort op het eiland Montserrat.

## Kenmerken
De vogel is 20 tot 22 cm lang. Het volwassen mannetje is overwegend zwart van boven met geel op de onderrug, stuit, schouder en buik en onder de staart. Het vrouwtje is dof geelgroen van boven en vaalgeel van onder.

## Verspreiding en leefgebied
Deze soort komt voor op Montserrat, een eiland in de Caribische Zee, ten zuidwesten van Antigua en ten noordwesten van Guadeloupe. Het is een bosvogel met een voorkeur voor het meest vochtige bos op berghellingen tussen de 150 en 900 m boven de zeespiegel. Door de vulkaanuitbarsting in 1995-1997 verdween de populatie op de hellingen van de Soufrière.

## Status
De montserrattroepiaal heeft een  klein verspreidingsgebied en daardoor is de kans op uitsterven aanwezig. De grootte van de populatie werd in 2008 door BirdLife International geschat op 920-1180 volwassen individuen en de populatie-aantallen nemen af. Door asregens is in de jaren 1990 veel leefgebied vernietigd, verder breidt de populatie verwilderde varkens op het eiland zich uit waardoor het bos beschadigd raakt. Om deze redenen werd deze soort in 2000 als ernstig bedreigd (kritiek) op de Rode Lijst van de IUCN gezet. Sinds 2016 is sprake van enig herstel en nu wordt de soort als "kwetsbaar" beschouwd.